# Bountysource
Bountysourceとはサンフランシスコを拠点としてGitHubなどで公開されているプロジェクトのバグや機能改善に対して有志から集められた賞金が設定され、修正を行った人に支払う仕組みを提供しているサイト。

## 概要
オープンソースソフトウェアの改良、改善を経済面で支援する仕組みを提供しており、クラウドソーシングとクラウドファンディングの両方の機能を併せ持つ。
これにより、スキルはあるものの、経済的な見返りが無いのでオープンソースソフトウェアの改良への参加を躊躇っていた人や、スキルは無いがソフトウェアが改善されれば恩恵を受けるので経済的に支援したい人との互いのニーズがマッチする事でプロジェクトが進展する事を企図する。
KickstarterやIndiegogoのような他のクラウドファンディングとは異なり、成果の恩恵が出資者個人のみならず、コミュニティ全体に還元されるという点が異なる。これまでにもオープンソースへの支援はあったが、Bountysourceを利用する事で資金の流れや開発者の貢献度が可視化される。